# Kosztinci
Kosztinci (macedónul: Костинци) település Észak-Macedóniában, a Pelagonijai körzet Dolneni járásában.

## Népesség
| Lakosok száma | 424  | 463  | 433  | 333  | 198  | 145  | 123  | 101  | 72   |
|               | 1948 | 1953 | 1961 | 1971 | 1981 | 1991 | 1994 | 2002 | 2021 |

2002-ben 101 lakosa volt, akik mindannyian macedónok.